# Pyrrhula pyrrhula

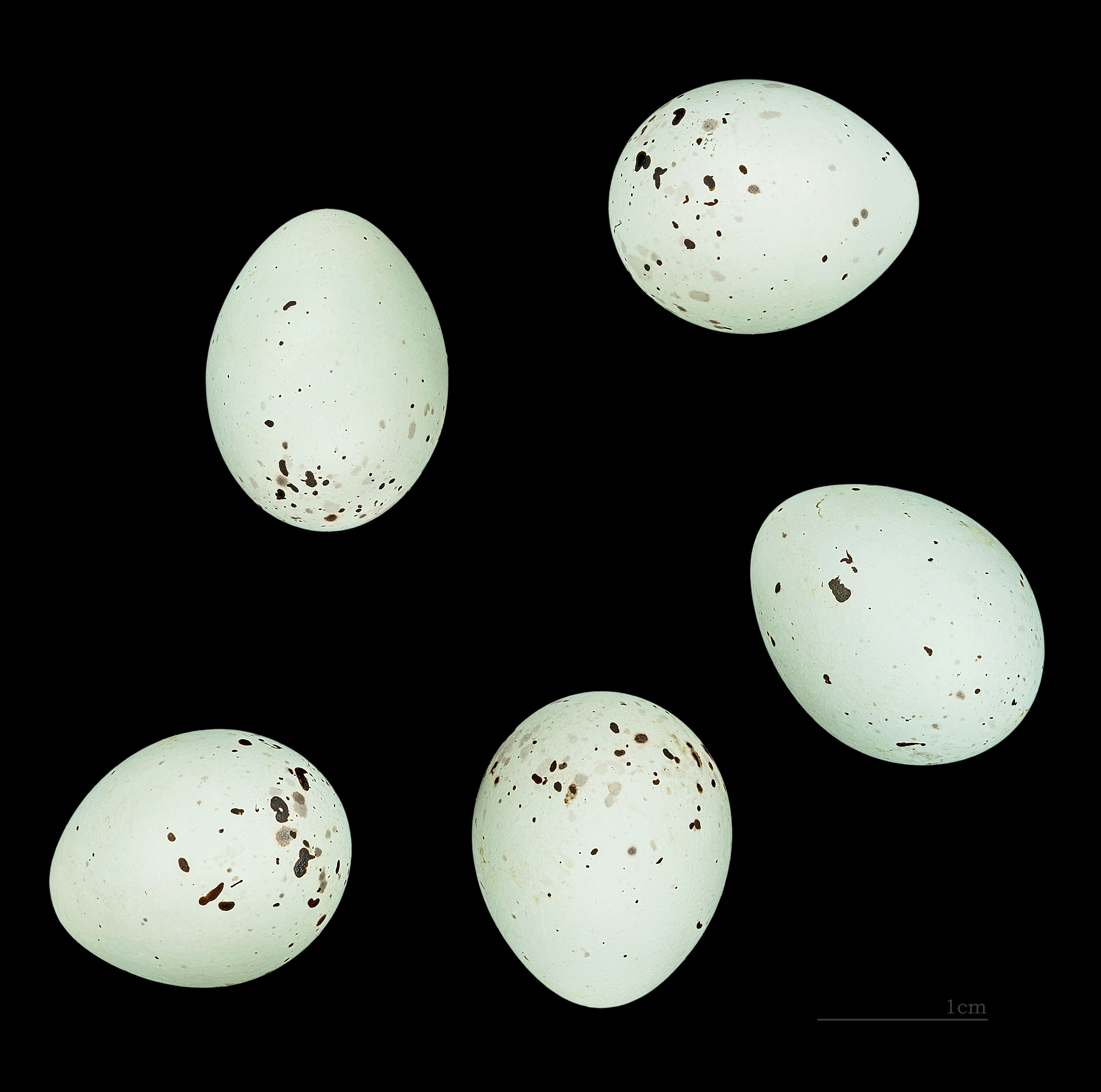
Pyrrhula pyrrhula europoea

Pyrrhula pyrrhula là một loài chim trong họ Fringillidae.

## Phân bố và môi trường sống
Loài chim này sinh sản ở châu Âu và ôn đới Châu Á. Chúng chủ yếu là loài định cư, nhưng quần thể ở phía Bắc di chuyển về phía nam vào mùa đông. Chúng ưa thích sinh sản ở các khu rừng thông hỗn hợp, các khu vực công viên và vườn.
Loài này không tạo thành những đàn lớn ở ngoài mùa sinh sản, và thường sống theo cặp đôi hoặc một nhóm gia đình.
Chúng xây tổ của nó trong một bụi cây, (thường ở nơi cao hơn bốn mét và rộng), cây cao, mỗi tổ đẻ 4-7 quả trứng.
Thức ăn chủ yếu là hạt và chồi cây ăn quả, có thể làm cho nó là một loài gây hại trong vườn. Tần bì và sơn tra thông thường được ưa chuộng vào mùa thu và đầu mùa đông.